# Jagdgeschwader 27
Das Jagdgeschwader 27 (JG 27) war eine fliegende Einheit der Luftwaffe im Zweiten Weltkrieg, das vor allem für seine Einsätze im Zusammenhang mit dem Deutschen Afrikakorps bekannt wurde. Hans-Joachim Marseille, einer der erfolgreichsten Piloten während des Afrikafeldzuges, flog hauptsächlich für dieses Geschwader.

## Geschichte

### Aufstellung
Der Stab und die erste Gruppe wurden am 1. Oktober 1939 in Handorf bei Münster aufgestellt. Die zweite Gruppe folgte im Januar 1940 in Magdeburg. Die dritte Gruppe kam im Juni 1940 durch Umbenennung der I./JG 1 dazu. Im Jahr 1943 wurde die vierte Gruppe im besetzten Griechenland in Kalamaki südlich von Athen gebildet. Bis 1944 wurden alle Gruppen auf vier Staffeln erweitert.

### Westfeldzug
Während der Teilnahme am Westfeldzug verlegte das Geschwader vom Niederrhein nach Nordfrankreich und dann an den Ärmelkanal. Jäger des Geschwaders drangen am frühen Morgen des 10. Mai 1940 in den holländischen und belgischen Luftraum ein, um die Luftüberlegenheit zu gewährleisten. Am 12. Mai versuchten alliierte Verbände die deutschen Bodentruppen bei Maastricht durch Zerstörung der Brücken aufzuhalten. Das Geschwader deckte den Vormarsch der Heeresverbände und schoss 35 feindliche Maschinen ab, dabei gingen vier eigene Maschinen verloren, aber kein Pilot. Durch den raschen Vormarsch der deutschen Truppen wurden Flugplätze in den Ardennen erobert, auf welche der Großteil des Geschwaders am 16. Mai verlegt wurde. Am 20. Mai meldete das Geschwader seinen ersten Gefallenen. Heftige Luftkämpfe führten am 23. Mai zu 18 Abschüssen und vier verlorenen Piloten. Infolge der Einkesselung des Britischen Expeditionskorps (Schlacht um Dünkirchen) kam es zu ersten Luftgefechten mit britischen Spitfires. Das Geschwader, welches anschließend in die Nähe von Saint-Omer und Saint-Pol verlegt wurde, sollte den Jagdschutz der Evakuierungsflotte angreifen. Am 2. Juni meldete das Geschwader den Abschuss von sechs Spitfires ohne eigenen Verlust. Nach der Evakuierung der britischen Truppen kam es wieder vermehrt zu Gefechten mit der Armée de l’air. Am 5. Juni kam es zu schweren Gefechten mit großen französischen Verbänden; das Geschwader erzielte 22 Abschüsse. Die erste Gruppe und die I./ JG51 schieden am 6. Juni aus dem Verband aus und wurden anderen Geschwadern unterstellt. In den nächsten Tagen flachte der Widerstand der französischen Luftwaffe immer weiter ab. Am 12. Juni wurden Teile des Geschwaders von Saconin-et-Breuil nach Auxerre verlegt. Den letzten Abschuss des Geschwaders während des Westfeldzuges erzielte Oberleutnant Nebenführ am 18. Juni. Mit der Kapitulation Frankreichs wurde England zum nächsten Ziel. Die II. Gruppe war während des Westfeldzuges kurzzeitig im Verband mit dem JG 26 im belgischen Raum.
Das Geschwader meldete 218 Luftsiege und die I./JG 51, welche dem JG 27 unterstellt war, 32 weitere. Elf Piloten wurden als gefallen oder vermisst gemeldet. Hauptmann Wilhelm Balthasar wurde mit 23 Abschüssen der erfolgreichste Pilot des Westfeldzuges und bekam als zweiter deutscher Pilot nach Werner Mölders das Ritterkreuz.
Weitere Fliegerasse des JG 27 im Westfeldzug:
- Wilhelm Balthasar (23 Abschüsse)
- Adolf Galland (12 Abschüsse)
- Gerhard Homuth (9 Abschüsse)
- Ludwig Franzisket (9 Abschüsse)

### Luftschlacht um England
Nach dem Westfeldzug nahm das Geschwader unter dem Jagdfliegerführer 3 der Luftflotte 3 an der Luftschlacht um England teil. Die drei Gruppen lagen in dieser Zeit auf Flugplätzen im Pas-de-Calais und in der Normandie.
Im Herbst 1940 verlegten der Geschwaderstab sowie die II. und III. Gruppe nach Rumänien. Am Balkanfeldzug (April 1941) nahm es dann von bulgarischen Plätzen aus teil und erreichte schließlich Ende April 1941 Eleusis bei Athen. Ab Mai 1941 flog ein Teil der III. Gruppe von Sizilien aus Einsätzen gegen Malta. Der Rest des Geschwaders wurde in den Raum Suwałki verlegt, um am Krieg gegen die Sowjetunion teilzunehmen. Während der Geschwaderstab und die III. Gruppe hier bis Oktober 1941 im Einsatz waren, wurde die II. Gruppe bereits am 1. Juli aus der Sowjetunion abgezogen, um für den Feldzug in Afrika umzurüsten.

### Nordafrika

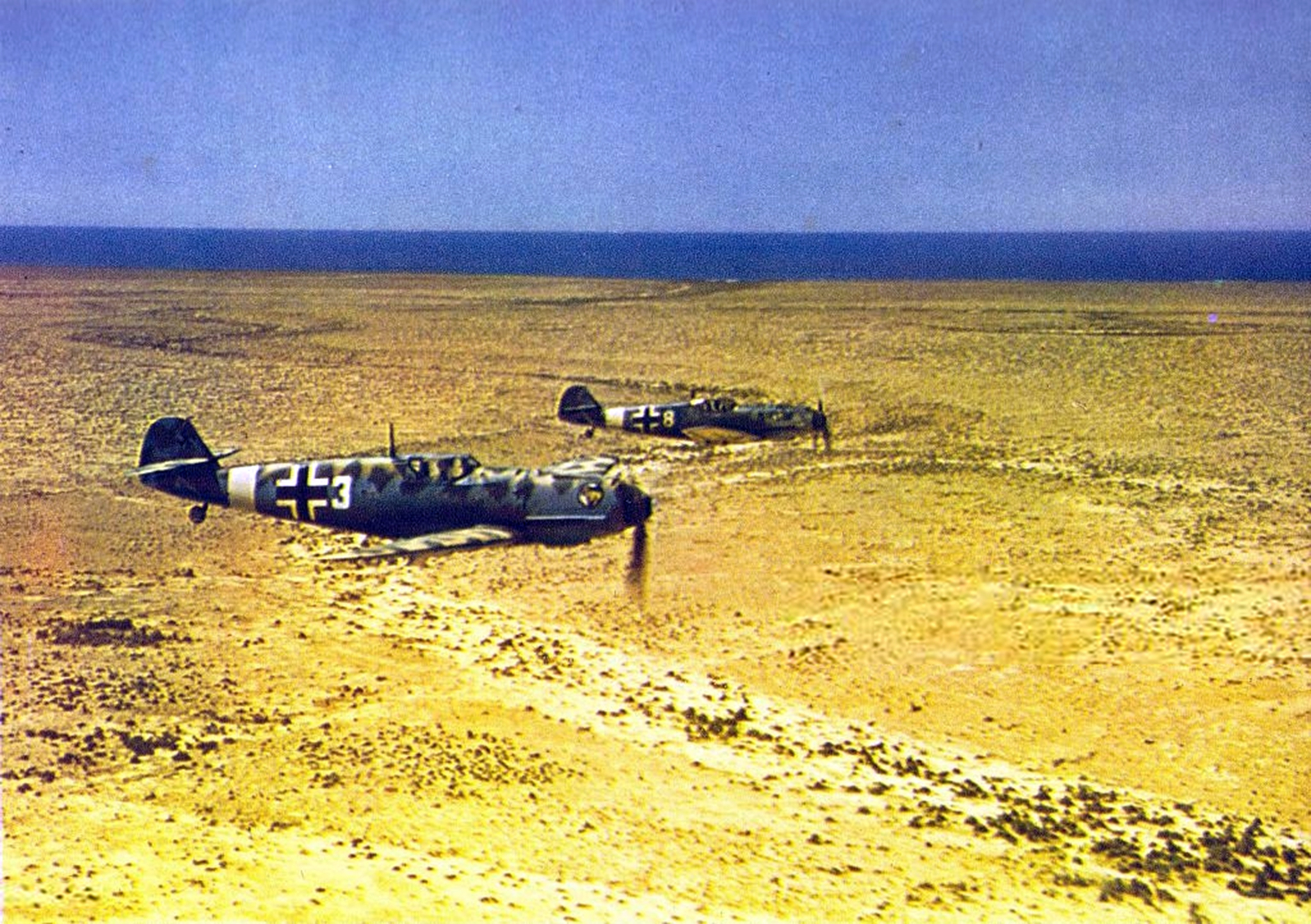
Bf 109 E-4/Trop der I./JG 27 im Flug über Nordafrika

Im April 1941 wurde die erste Gruppe des Geschwaders nach Gazala verlegt, um das Deutsche Afrikakorps (DAK) zu unterstützen. Das Kommando übernahm Eduard Neumann. Zu diesem Zeitpunkt hatte die Desert Air Force die Luftüberlegenheit. Die Regia Aeronautica (italienische Luftwaffe) war den britischen Kräften deutlich unterlegen. Die deutsche Beteiligung an den Luftkämpfen über Nordafrika sollte die britische Dominanz brechen. Am 31. März startete Rommels Offensive, die die Briten bis nach Tobruk zurückdrängte. Die erste Gruppe lieferte während dieser Phase erfolgreiche Luftunterstützung. Am 18. April wurden die ersten Luftsiege der Gruppe gemeldet.
Im September wurde die zweite Gruppe nach Afrika verlegt, nachdem sie am Unternehmen Barbarossa teilgenommen hatte. Zu dieser Zeit erfolgte die Umrüstung des Geschwaders auf neue Bf 109 F. Ende Oktober wurde begonnen, auch die dritte Gruppe von der Ostfront nach Afrika zu verlegen. Im Dezember war das gesamte Geschwader in Tmimi, Afrika, stationiert.
Sofort nach Beginn der Einsätze zeigte sich, dass die erfolgsverwöhnte Desert Air Force dem JG 27 unterlegen war. Die Luftüberlegenheit wechselte zu den Achsenmächten. Die Verluste der britischen Verbände stiegen an, was zum Teil an den unterlegenen Flugzeugen und den schlechteren Piloten lag. Die Alliierten flogen hauptsächlich die Hawker Hurricane und Curtiss P-40. Viele deutsche Piloten hatten während der Anfangsphase des Krieges durch viele Feindflüge massiv an Erfahrung gewonnen und konnten diese nun zur Geltung bringen.
Bis Ende 1941 wurden Rommels Truppen wieder bis zur Kyrenaika zurückgedrängt. Die fliegenden Verbände deckten den Rückzug entweder in „Freier Jagd“ oder schützten Stuka-Verbände, welche den britischen Vormarsch verlangsamen sollten. Für die Deutschen erwies es sich als schwierig, den notwendigen Nachschub zu gewährleisten, was besonders für die fliegende Truppe schlecht war. Das Geschwader war durch mangelnden Nachschub stark in seiner Effizienz eingeschränkt. So konnten wegen Treibstoffmangels immer nur eine kleine Anzahl an Flugzeugen gleichzeitig fliegen. Am 21. Januar 1942 starteten Rommels Truppen erneut eine Offensive gegen die 8. Armee und drängte diese wiederum zurück. Am 24. März erzielte Leutnant Friedrich Körner den 1000. Abschuss des Geschwaders.

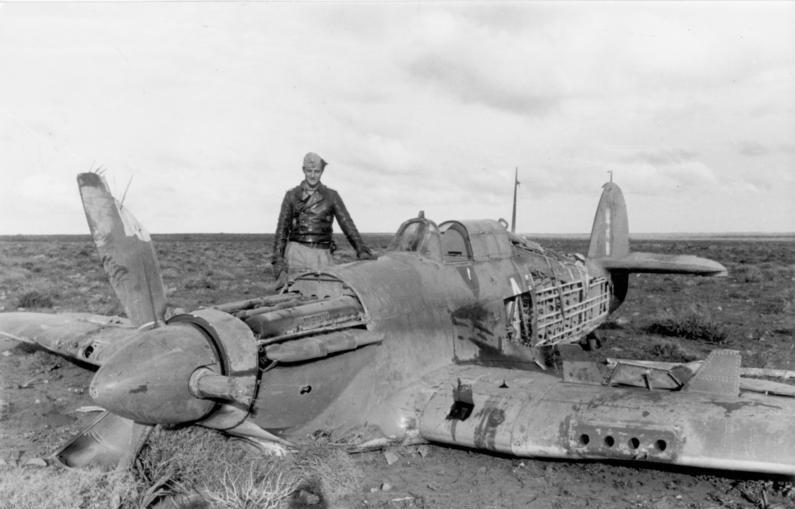
Marseille neben einer abgeschossenen Hawker Hurricane

Am 21. Juni endete das deutsche Unternehmen Theseus mit einem spektakulären Sieg. Im Verlauf des Angriffes auf Gazala erzielte Hans-Joachim Marseille am 17. Juni seinen 100. Abschuss. Dies brachte ihm als erstem Pilot des Geschwaders die Schwerter zum Ritterkreuz. Am 8. August beschossen Flugzeuge des Geschwaders ein Transportflugzeug der Royal Air Force. In diesem Flugzeug befand sich der gerade zum Kommandeur der 8. Armee ernannte Generalleutnant William Gott, welcher zum höchstrangigsten durch Feindeinwirkung getöteten britischen Soldaten wurde. Generalleutnant Gott sprang während der Notlandung aus dem Flugzeug und verletzte sich dabei tödlich. Nach dem Unternehmen Theseus erfolgte der Angriff auf el-Alamein. Für die deutschen Piloten waren die letzten Monate sehr erfolgreich. Sie erzielten viele Abschüsse bei verhältnismäßig geringen eigenen Verlusten. Dies gipfelte in einem der erfolgreichsten Tage des Geschwaders: Am 1. September wurden 22 Feindmaschinen abgeschossen. Dieser Tag brachte Marseille die Brillanten zum Ritterkreuz.
Nachdem der deutsch-italienische Vormarsch gestoppt worden war (Erste Schlacht von El Alamein), wurde es ruhiger am Himmel über Nordafrika. Am 7. September musste das Geschwader den Verlust von Hans-Arnold Stahlschmidt verkraften, welcher mit 59 Luftsiegen in Afrika nach Marseille der erfolgreichste Pilot des Geschwaders war. Er galt nach Luftkämpfen bei El-Alamein als vermisst. Die zahlenmäßige Überlegenheit der Alliierten wurde immer erdrückender: Ende September besaßen die Deutschen 112 Maschinen, von denen nur 65 einsatzbereit waren, die Briten hingegen hatten 800. An der materiellen Unterlegenheit konnten auch die ersten neuen Bf 109 G nichts ändern.

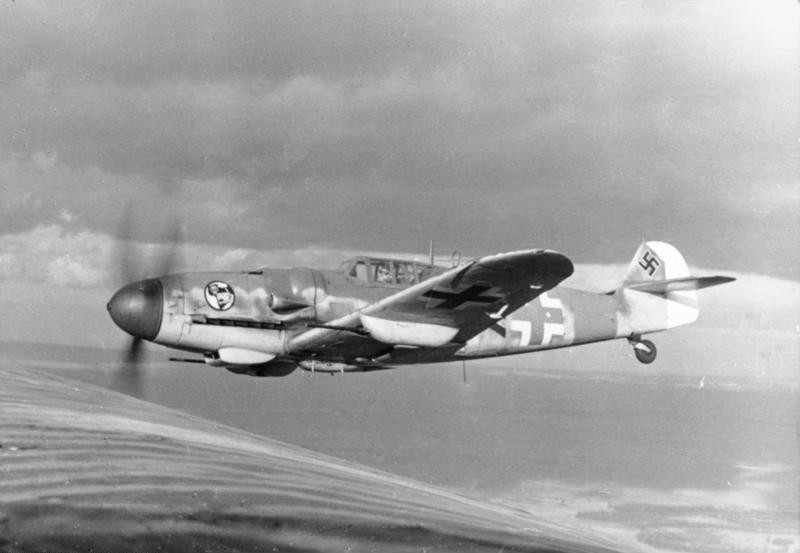
Eine zu diesem Zeitpunkt moderne Bf 109 G „Gustav“ mit dem Abzeichen der I./JG 27

Die ersten sechs neuen G-Versionen der Bf 109 wurden alle der 3. Staffel zugeteilt (Marseille). Die „Gustavs“ wurden erstmals am 26. September eingesetzt und konnten ohne eigenen Verlust acht Feindmaschinen abschießen, als sie auf einen Verband von 56 Flugzeugen trafen. Am 30. September war die dritte Staffel auf freier Jagd ohne Feindkontakt. Als die Staffel sich auf dem Rückweg befand, fing die Maschine von Hauptmann Marseille durch einen technischen Defekt Feuer und es blieb dem Piloten keine andere Wahl, als das Flugzeug mit dem Fallschirm zu verlassen. Dabei prallte er gegen das Seitenleitwerk. Marseille (158 Abschüsse), der „Stern von Afrika“, überlebte das Manöver nicht.
Am Ende des Monats hatte die erste Gruppe mehrere der erfahrensten Piloten verloren und war damit stark geschwächt. Die deutschen Piloten hatten in Afrika eine schwierigere Aufgabe als ihre britischen Gegenspieler. Durch extreme zahlenmäßige Unterlegenheit waren die Deutschen dazu gezwungen, vergleichsweise viel mehr Einsätze zu fliegen. Dies führte, in Kombination mit den klimatischen Eigenheiten des Wüstenkrieges, zu einer merklichen Erschöpfung der Piloten. Die erste und dritte Gruppe wurde im Oktober 1942 vorübergehend aus dem Einsatz genommen und nach Sizilien verlegt. Von dort aus wurden sie hauptsächlich als Eskorte für Bomber eingesetzt, deren Ziel es war, die Operationen der Alliierten zu stören, welche von Malta aus die Nachschubwege der Achsenmächte bedrohten. Dieses Unternehmen wurde wegen mangelnder Erfolge abgebrochen.
Ende Oktober erfolgte die Rückverlegung nach Nordafrika, um gegen die angelaufene britische Offensive eingesetzt zu werden. Die Niederlage der Achsenmächte bei El-Alamein leitete die Wende auf diesem Kriegsschauplatz ein. Am 12. November wurden große Teile des Geschwaders verlegt: Die dritte Gruppe nach Kreta, der Stab und die erste Gruppe zurück ins Deutsche Reich. Die zweite Gruppe blieb einen Monat länger in Afrika. Die Einheit wurde durch das Jagdgeschwader 77 ersetzt, welches auch Flugzeuge und Material des JG 27 übernahm. Der letzte Luftsieg des JG 27 wurde am 6. Dezember 1942 von Leutnant Hans Lewes erzielt.
Das gesamte Geschwader erreichte 1166 bestätigte Abschüsse. 588 Abschüsse gingen auf das Konto der I./JG 27, 477 auf das der II./JG 27, 100 auf das der III./JG 27 und einer auf das des Stabes/JG 27. Es gingen ungefähr 200 Maschinen im Luftkampf verloren. Das JG 27 meldete 83 gefallene oder vermisste Piloten über Nordafrika, weitere 27 gerieten in Gefangenschaft.

### Reichsverteidigung
Das Geschwader erzielte 3142 Abschüsse und verlor dabei 1400 Maschinen. 725 Piloten fielen zwischen 1939 und 1945.
|            | Abschüsse | Gefallene |
| ---------- | --------- | --------- |
| Stab JG 27 | 82        | 12        |
| I./JG 27   | 989       | 180       |
| II./JG 27  | 962       | 234       |
| III./JG 27 | 851       | 173       |
| IV./JG 27  | 258       | 126       |

## Gliederung
Der Geschwaderstab führte am 10. Januar 1945 die I. bis IV. Gruppe die wiederum in Staffeln unterteilt waren. Die 1. bis 4. Staffel gehörte der I. Gruppe, die 5. bis 8. Staffel der II. Gruppe, die die 9. bis 12. Staffel der III. Gruppe und die 13. bis 16. Staffel der IV. Gruppe an. Jede Staffel, geführt durch einen Staffelkapitän, war in vier Schwärme mit je zwei Rotten zu je zwei Flugzeugen unterteilt. Daraus ergab sich eine Sollstärke der Jagdgruppe von 64 Flugzeugen in den vier Staffeln + 4 Flugzeuge für den Gruppenkommandeur und seinen Stab. Dies ergab bei vier Jagdgruppen eine Sollstärke von 272 Flugzeugen, + 4 Flugzeuge für den Geschwaderkommodore und seinen Stab. Daraus ergab sich eine Sollstärke von 276 Flugzeugen.

## Auszeichnungen
24 Piloten des Geschwaders erhielten das Ritterkreuz des Eisernen Kreuzes. Von diesen Piloten wurden neun dazu mit dem Eichenlaub zum Ritterkreuz ausgezeichnet. Drei davon erhielten zusätzlich die Schwerter zum Ritterkreuz. Mit Hans-Joachim Marseille hatte das Geschwader auch einen Träger des Ritterkreuzes mit Brillanten. Diese Auszeichnung wurde nur 27 Mal verliehen.
- Blau unterlegte Datumswerte zeigen, dass die Verleihung posthum war.

| Name                      | Ritterkreuz   | Eichenlaub    | Schwerter     | Brillanten   |
| ------------------------- | ------------- | ------------- | ------------- | ------------ |
| Balthasar, Wilhelm        | 14. Juni 1940 | 2. Juli 1941  |               |              |
| Ibel, Max                 | 22. Aug. 1940 |               |               |              |
| Lippert, Wolfgang         | 24. Sep. 1940 |               |               |              |
| Schlichting, Joachim      | 14. Dez. 1940 |               |               |              |
| Homuth, Gerhard           | 14. Juni 1941 |               |               |              |
| Rödel, Gustav-Siegfried   | 22. Juni 1941 | 20. Juni 1943 |               |              |
| Redlich, Karl-Wolfgang    | 9. Juli 1941  |               |               |              |
| Franzisket, Ludwig        | 20. Juli 1941 |               |               |              |
| Graf von Kageneck, Erbo   | 30. Juli 1941 | 26. Okt. 1941 |               |              |
| Marseille, Hans-Joachim   | 22. Feb. 1942 | 6. Juni 1942  | 18. Juni 1942 | 3. Sep. 1942 |
| Schulz, Otto              | 22. Feb. 1942 |               |               |              |
| Reinert, Ernst-Wilhelm    | 1. Juli 1942  | 7. Okt. 1942  | 1. Feb. 1945  |              |
| Stahlschmidt, Hans-Arnold | 20. Aug. 1942 | 3. Jan. 1944* |               |              |
| Körner, Friedrich         | 6. Sep. 1942  |               |               |              |
| Schroer, Werner           | 20. Okt. 1942 | 2. Aug. 1943  | 19. Apr. 1945 |              |
| Bendert, Karl-Heinz       | 30. Okt. 1942 |               |               |              |
| Steinhausen, Günter       | 3. Nov. 1942  |               |               |              |
| Ettel, Wolf-Udo           | 1. Juni 1943  | 31. Aug. 1943 |               |              |
| Kientsch, Willy           | 22. Nov. 1943 | 20. Juli 1944 |               |              |
| Remmer, Hans              | 9. Juni 1944  |               |               |              |
| Düllberg, Ernst           | 20. Juli 1944 |               |               |              |
| Börngen, Ernst            | 3. Aug. 1944  |               |               |              |
| Gromotka, Fritz           | 28. Jan. 1945 |               |               |              |
| Werfft, Dr. Peter         | 28. Jan. 1945 |               |               |              |

- Blau unterlegte Felder zeigen, dass die Verleihung posthum war

## Kommandeure

### Geschwaderkommodore
| Oberstleutnant Max-Josef Ibel | 1. Oktober 1939   | – | 10. Oktober 1940  |
| Major Bernhard Woldenga       | 11. Oktober 1940  | – | 22. Oktober 1940  |
| Major Wolfgang Schellmann     | 22. Oktober 1940  | – | 21. Juni 1941     |
| Major Bernhard Woldenga       | 21. Juni 1941     | – | 10. Juni 1942     |
| Oberstleutnant Eduard Neumann | 10. Juni 1942     | – | 22. April 1943    |
| Oberstleutnant Gustav Rödel   | 22. April 1943    | – | 29. Dezember 1944 |
| Major Ludwig Franzisket       | 30. Dezember 1944 | – | 8. Mai 1945       |

### Gruppenkommandeure

Das Abzeichen der I. Gruppe JG 27 war zufälligerweise schon vor dem Einsatz in Nordafrika ein Bild des Afrikanischen Kontinents. Das Bild ist auf den aus Deutsch-Südwest Afrika stammenden Hauptmann Riegel zurückzuführen

Abzeichen der II. Gruppe JG 27

Abzeichen der III. Gruppe JG 27

Abzeichen der IV. Gruppe JG 27

I. Gruppe
| Hauptmann Helmut Riegel                         | 1. Oktober 1939   |
| Major Eduard Neumann                            | 21. Juli 1940     |
| Hauptmann Gerhard Homuth                        | 8. Juni 1942      |
| Hauptmann Heinrich Setz                         | 12. November 1942 |
| Hauptmann Hans-Joachim Heinecke (kommissarisch) | 17. März 1943     |
| Hauptmann Erich Hohagen                         | 7. April 1943     |
| Hauptmann Hans Remmer (kommissarisch)           | 1. Juni 1943      |
| Hauptmann Ludwig Franzisket                     | 15. Juli 1943     |
| Hauptmann Hans Remmer (kommissarisch)           | März 1944         |
| Hauptmann Walter Blume (kommissarisch)          | 3. April 1944     |
| Hauptmann Ernst Börngen                         | 13. Mai 1944      |
| Major Karl-Wolfgang Redlich                     | 20. Mai 1944      |
| Hauptmann Walter Blume                          | 30. Mai 1944      |
| Hauptmann Rudolf Sinner                         | 12. Juni 1944     |
| Hauptmann Siegfried Luckenbach (kommissarisch)  | 30. Juli 1944     |
| Hauptmann Diethelm von Eichel-Streiber          | 25. August 1944   |
| Hauptmann Johannes Neumayer                     | 1. Dezember 1944  |
| Hauptmann Schüller (kommissarisch)              | 11. Dezember 1944 |
| Hauptmann Eberhard Schade                       | 12. Dezember 1944 |
| Leutnant Heinrich Buchholz (kommissarisch)      | 1. März 1945      |
| Hauptmann Emil Clade                            | 3. April 1945     |

II. Gruppe
| Hauptmann Erich von Selle                  | 1. Januar 1940    |   |             |
| Hauptmann Walter Andres                    | 1. Februar 1940   |   |             |
| Hauptmann Ernst Düllberg (kommissarisch)   | 8. August 1940    |   |             |
| Hauptmann Wolfgang Lippert (kommissarisch) | 4. September 1940 |   |             |
| Hauptmann Wolfgang Lippert                 | 1. Oktober 1940   |   |             |
| Oberleutnant Gustav Rödel (kommissarisch)  | 25. Dezember 1941 |   |             |
| Hauptmann Erich Gerlitz                    | 25. Dezember 1941 |   |             |
| Hauptmann Gustav Rödel                     | 20. Mai 1942      |   |             |
| Hauptmann Werner Schröer                   | 20. April 1943    |   |             |
| Hauptmann Fritz Keller                     | 14. März 1944     |   |             |
| Major Walter Spies (kommissarisch)         | 12. Dezember 1944 |   |             |
| Hauptmann Herbert Kutscha                  | 25. Dezember 1944 |   |             |
| Hauptmann Gerhard Hoyer                    | 21. Januar 1945   |   |             |
| Hauptmann Fritz Keller                     | 22. Januar 1945   | – | 7. Mai 1945 |

III. Gruppe
| Hauptmann Joachim Schlichting           | 9. Juli 1940      |
| Hauptmann Max Dobislav                  | 7. September 1940 |
| Hauptmann Erhard Braune                 | 1. Oktober 1941   |
| Hauptmann Ernst Düllberg                | 16. Oktober 1942  |
| Hauptmann Peter Werfft                  | Oktober 1944      |
| Oberleutnant Emil Clade (kommissarisch) | Februar 1945      |

IV. Gruppe
| Hauptmann Rudolf Sinner                       | Juni 1943        |
| Oberleutnant Dietrich Boesler (kommissarisch) | September 1943   |
| Oberleutnant Alfred Burk (kommissarisch)      | Oktober 1943     |
| Hauptmann Joachim Kirschner                   | 19. Oktober 1943 |
| Hauptmann Otto Meyer                          | 1. Februar 1943  |
| Hauptmann Hanns-Heinz Dudeck                  | Juli 1944        |
| Hauptmann Ernst-Wilhelm Reinert               | 2. Januar 1945   |

## Bekannte Geschwaderangehörige
- Gerd Gaiser (1908–1976), war ein deutscher Schriftsteller
- Max-Josef Ibel (1896–1981), war von 1957 bis 1961, als Brigadegeneral der Luftwaffe der Bundeswehr, Kommandeur der 1. Luftverteidigungs-Division
- Friedrich Körner (1921–1998), war 1979, als Generalmajor der Luftwaffe der Bundeswehr, Chef des Stabes der Luftwaffen-Unterstützungs-Gruppe Süd
- Gustav Rödel (1915–1995), war von 1968 bis 1971, als Brigadegeneral der Luftwaffe der Bundeswehr, Befehlshaber des Alliierten Luftverteidigungssektors 2
- Walter Roos (1914–1975), war von 1969 bis 1973, als Generalmajor der Luftwaffe der Bundeswehr, Kommandeur des Wehrbereichs III
- Georg Wroblewski (1921–1999), war ein Brigadegeneral der Luftwaffe der Bundeswehr und Militärattaché an der deutschen Botschaft in Washington, D.C.